# Kihei
Kihei (graphie hawaïenne : Kīhei) est une ville située dans le comté de Maui, sur l’île de Maui, dans l’État d'Hawaï, aux États-Unis. Sa population s’élevait à 20 881 habitants lors du recensement de 2010.

## Démographie
| Groupe            | Kihei | Hawaï | États-Unis |
| ----------------- | ----- | ----- | ---------- |
| Blancs            | 50,7  | 24,7  | 72,4       |
| Asiatiques        | 21,7  | 38,6  | 4,8        |
| Métis             | 16,3  | 23,6  | 2,9        |
| Océaniens         | 6,5   | 10,0  | 0,2        |
| Autres            | 3,0   | 1,3   | 6,2        |
| Afro-Américains   | 1,2   | 1,6   | 12,6       |
| Amérindiens       | 0,6   | 0,3   | 0,9        |
| Total             | 100   | 100   | 100        |
|                   |       |       |            |
| Latino-Américains | 10,5  | 8,9   | 16,7       |

Selon l'American Community Survey, pour la période 2011-2015, 80,77 % de la population âgée de plus de 5 ans déclare parler l'anglais à la maison, 6,72 % déclare parler une langue polynésienne, 5,68 % l'espagnol, 3,29 % le tagalog, 0,87 % le japonais, 0,60 % le français, 0,53 % l'allemand et 1,54 % une autre langue.
| 2000   | 2010   | - | - | - | - |
| ------ | ------ | - | - | - | - |
| 18 072 | 20 881 | - | - | - | - |

## Source
- (en) Cet article est partiellement ou en totalité issu de l’article de Wikipédia en anglais intitulé « Kihei, Hawaii » (voir la liste des auteurs).